# Тамара-де-Кампос
Тамара-де-Кампос (ісп. Támara de Campos) — муніципалітет в Іспанії, у складі автономної спільноти Кастилія-і-Леон, у провінції Паленсія. Населення — 90 осіб (2010).
Муніципалітет розташований на відстані близько 210 км на північ від Мадрида, 23 км на північний схід від Паленсії.

## Демографія
Динаміка населення (INE ):